# Unterkulm
Unterkulm és un municipi del cantó d'Argòvia (Suïssa), cap del districte de Kulm.